# Аньехо
Аньехо (исп. Queso añejo — сыр в возрасте) — мексиканский сыр, традиционно изготавливаемый из козьего молока, однако, он чаще всего доступен в магазинах как сыр, сделанный из обезжиренного коровьего. После изготовления сыр обкатывают в паприке для придания его аромату дополнительного острого вкуса, который делает его похожим на Пармезан или Романо, но не таким острым, как Котиха. Пока сыр свежий, его очень сложно разрезать или пропускать через терку, но уже после высыхания он приобретает хорошую твердую структуру. Аньехо обычно посыпают сверху энчилады, буррито и тако